# Девенни, Джастин
Джа́стин Де́венни (англ. Justin Devenny; родился 11 октября 2003, Шотландия) — североирландский футболист, полузащитник клуба «Кристал Пэлас» и сборной Северной Ирландии.

## Клубная карьера
Джастин Девенни родился в Шотландии и в 2013 году начал заниматься футболом в академии клуба «Килмарнок». Перед началом сезона 2021/22 на правах аренды присоединился к клубу «Брумхилл». Зимой 2022 года до конца сезона перешёл в клуб шотландской Первой лиги «Эйрдрионианс», а по окончании аренды на правах свободного агента присоединился к команде на постоянной основе. Летом 2023 года присоединился к клубу английской Премьер-лиги «Кристал Пэлас», за основную команду которого дебютировал 9 ноября 2024 года, выйдя выйдя в стартовом составе на матч чемпионата против «Фулхэма».

## Карьера в сборной
Выступал за сборную Северной Ирландии до 21 года. 18 ноября 2024 года дебютировал за главную сборную страны в матче Лиги наций против Люксембурга.

## Достижения
«Кристал Пэлас»
- Обладатель Кубка Англии: 2024/25
- Обладатель Суперкубка Англии: 2025